# (2035) Stearns
(2035) Stearns (1973 SC) – planetoida z grupy przecinających orbitę Marsa okrążająca Słońce w ciągu 2,59 lat w średniej odległości 1,88 au. Odkryta 21 września 1973 roku.